# Beux
Beux är en kommun i departementet Moselle i regionen Grand Est (tidigare regionen Lorraine) i nordöstra Frankrike. Kommunen ligger i kantonen Pange som tillhör arrondissementet Metz-Campagne. År 2022 hade Beux 297 invånare.

## Befolkningsutveckling
Antalet invånare i kommunen Beux
| Referens: INSEE |